# سیبلا (روستا)
سیبلا (به لاتین: Cibla) یک روستا در لتونی است که در شهرداری سیبلا واقع شده‌است. سیبلا ۲۱۶ نفر جمعیت دارد.